# تصوير طبي نسائي
تصوير طبي نسائي (بالإنجليزية: Gynography)‏ وتترجم حرفيًا غينوجرافي، هي تصوير شعاعي للأعضاء التناسلية الأنثوية، حيثُ يستخدم فيها الهواء أو غازات أخرى  والتي تحقن داخل الغشاء المصلي البطني كمادة تباين. إخترع الطبيب «أبنر أ. ويزمان» جهاز أشعة للكشف عن الجهاز التناسلي الأنثوي. يعد هذا الجهاز نسخة مستحدثة ومحسنة من جهاز الأشعة الذي يستخدمه أطباء النساء والتوليد وأطباء الأشعة في تصوير الرحم بالصبغة. الذي يتضمن إدخال جسم خارجي في الرحم وتعد ميزة هذا الجهاز في أنه عمليًا خالى من التعقيدات كتسرب الجيوب  الوريدية من الرحم، الصمات الرئوية، الخراجات الناتجة عن الإحتفاظ بالجسم الخارجي، إلتهاب الصفاق الحوضي، تمزق في قناة فالوب والوفاة. يعد العرض الجانبي الوحيد له هو عودة إلتهاب بوق مزمن بشكل عرضي إن وجد قديماً في الرحم.
فحص أشعة الجهاز التناسلي الأنثوي هو مصطلح لطريقة الفحص للجهاز التناسلي للمرأة والذي يتضمن الغمر الغازي، وغرس كميات صغيرة من جسم خارجي، وتقطير مواد خارجية المشعة.

## استخدامات أخرى
في الأدب النسوي، مصطلح النقد الجينوجرافى  هو شكل من أشكال «اللغة الجنسية» أو طريقة جنسية في الكتابة مستخدمة من قبل النقاد الجينوجرافيين و المعتمدة على النحو. في الإحصاء، يُستخدم مصطلح الجينوجرافى كعنوان للعرض الإحصائي للمواضيع ذات الصلة بالمرأة، كالزواج والأسرة بما فيه متوسط العمر.  